# Лоуэлл, Крис
Кри́стофер (Крис) Ло́уэлл (англ. Christopher “Chris” Lowell, род. 17 октября 1984, Атланта) — американский актёр, режиссёр и сценарист. Наиболее известен по ролям в культовом телесериале «Вероника Марс» (Стош «Пиз» Пизнарски), шоу «Частная практика» (Делл Паркер), спин-оффе «Анатомии страсти» и ситкоме «Завербован» (капрал Деррик Хилл).

## Образование и карьера
Лоуэлл родился в Атланте, штат Джорджия. Он посещал Интернациональную школу Атланты (англ. Atlanta International School), где стал интересоваться театром и кино. После школы поступил в Университет Южной Калифорнии (англ. University of Southern California), где был замечен на первом году обучения во время игры в пляжный волейбол. В свободное время он увлекается любительской киносъёмкой, театром и путешествиями.
Лоуэлл также играет и поёт в инди-акустической группе Two Shots for Poe.
В соавторстве с давним приятелем Мохитом («Мо») Нарангом в 2011 году написал сценарий, по которому позже снял фильм «В тихом омуте» (англ. Beside Still Waters). Фильм получил тёплые отзывы критиков, а также две главные награды («Приз жюри» и «Приз зрительской аудитории») фестиваля независимого кино Austin Film Festival в 2013 году.
Съёмочной группе не хватало денег для оплаты авторских комиссионных за музыку к фильму, чтобы можно было выпустить фильм на DVD и в кинопрокат. Тогда Крис запустил кампанию на «Кикстартере» с целью собрать недостающие 60 000 долларов. Однако им удалось собрать более чем 200 000 долларов. Эта кампания стала четырнадцатой из самых успешных кампаний за всю историю «Кикстартера».
Как актёр Крис Лоуэлл участвовал в таких кино- и телепроектах, как Переходный возраст
|13 эпизодов, «Вероника Марс», «Анатомия страсти», «Частная практика», «Мне бы в небо», «Прислуга» и «Блеск». В январе 2021 года в российский прокат выйдет комедия Тейта Тейлора «Дать дуба в округе Юба» при участии Лоуэлла. В фильме также сыграли Эллисон Дженни и Мила Кунис.

## Личная жизнь
C 2017 года состоит в отношениях с актрисой Керри Бише. В начале 2021 года у пары родилась дочь.

## Фильмография
| Год       |   | Русское название              | Оригинальное название        | Роль                                           |
| --------- | - | ----------------------------- | ---------------------------- | ---------------------------------------------- |
| 2004—2005 | с | Переходный возраст            | Life As We Know It           | Джонатан Филдс                                 |
| 2006—2007 | с | Вероника Марс                 | Veronica Mars                | Стош «Пиз» Пизнарски                           |
| 2007      | ф | Здесь и сейчас                | You Are Here                 | Делани                                         |
| 2007      | ф | Выпускной                     | Graduation                   | Том Джексон                                    |
| 2007      | с | Анатомия страсти              | Grey’s Anatomy               | Уильям «Делл» Паркер                           |
| 2007—2010 | с | Частная практика              | Private Practice             | Уильям «Делл» Паркер                           |
| 2009      | ф | Мне бы в небо                 | Up in the Air                | Кевин                                          |
| 2011      | ф | Прислуга                      | The Help                     | Стюарт Витуорт                                 |
| 2013      | ф | Молодые сердца                | Love and Honor               | Питер                                          |
| 2013      | ф | Яркая звезда                  | Brightest Star               | парень                                         |
| 2014      | ф | Вероника Марс                 | Veronica Mars                | Стош «Пиз» Пизнарски                           |
| 2014      | с | Завербован                    | Enlisted                     | капрал Деррик Хилл                             |
| 2016      | ф | Бегущая от реальности         | Complete Unknown             | Брэд                                           |
| 2016      | ф | Любовь к большому городу      | Chronically Metropolitan     | Виктор                                         |
| 2016      | ф | Кэти уезжает                  | Katie Says Goodbye           | Дик                                            |
| 2016—2017 | с | Грейвс                        | Graves                       | Джереми Грейвс                                 |
| 2017      | с | Остановись и гори             | Halt and Catch Fire          | парень Донны на одну ночь (в титрах не указан) |
| 2017—2019 | с | Блеск                         | GLOW                         | Себастьян «Баш» Ховард                         |
| 2019      | с | Я — зомби                     | iZombie                      | Байрон Дисизи                                  |
| 2020      | ф | Девушка, подающая надежды     | Promising Young Woman        | Александр «Алекс» Монро                        |
| 2021      | ф | Дать дуба в округе Юба        | Breaking News in Yuba County | Стив                                           |
| 2022      | с | Пронзительно громко           | Roar                         | детектив Крис Дерст                            |
| 2022—2023 | с | Как я встретила вашего папу   | How I Met Your Father        | Джесси                                         |
| 2022      | ф | Экзорцизм моей лучшей подруги | My Best Friend’s Exorcism    | Кристофер Лемон                                |
| 2022      | с | Изобретая Анну                | Inventing Anna               | Ноа                                            |
| 2023      | ф |                               | Perpetrator                  | директор Берк                                  |